# 牛津 (俄亥俄州)
牛津（Oxford）是位于美国俄亥俄州巴特勒縣的一座城市，位于辛辛那提西北40英里（64）处。它是一座大学城，1809年建立的邁阿密大學位于此地，《福布斯》在2014年将牛津评为美国最佳大学城（Best College Town）。当地人口约两万，其中接近90%为白人。

## 外部連接
- City of Oxford （页面存档备份，存于）
- Oxford Visitors Bureau （页面存档备份，存于）